# Spadicoides sphaerosperma
Spadicoides sphaerosperma är en svampart som beskrevs av McKenzie 1982. Spadicoides sphaerosperma ingår i släktet Spadicoides och familjen Helminthosphaeriaceae.   Inga underarter finns listade i Catalogue of Life.